# NGC 796
NGC 796 est un amas ouvert du Petit Nuage de Magellan situé dans la constellation de l'Hydre mâle. 
Il a été découvert par l'astronome britannique John Herschel en 1835.